# Necrópolis megalítica de la Planilla
La necrópolis megalítica de la Planilla se corresponde con una importante área funeraria de la Edad del Bronce, perteneciente al fenómeno megalítico, ampliamente constatado en el área de Ronda, Málaga (España), documentándose ya desde la Edad del Cobre una gran concentración de sepulturas megalíticas, conocidas desde antiguo, que reflejan la concentración de población en la zona.
La escasez de yacimientos adscribibles al Bronce Pleno y Final en el área de Ronda contrasta con el considerable número de asentamientos y necrópolis de la Edad del Cobre presentes en la zona, lo cual hace de la necrópolis megalítica de la Planilla un referente para la lectura de la continuidad del asentamiento en el área rondeña. Con un cierto paralelismo a este yacimiento encontramos las necrópolis de Los Gigantes y Montecorto, también en la comarca de Ronda. Estos sepulcros serían los primeros en recibir la influencia megalítica procedente de Portugal vía el bajo Guadalquivir.

## Descripción
La necrópolis se localiza en un cerro amesetado entre el río Guadalevín y el arroyo Culebras, concretamente en una zona aplanada que se sitúa cercana al núcleo de Ronda. En esta área actualmente sólo se han podido localizar con exactitud y estudiar cuatro tumbas que formarían parte de dicho espacio funerario correspondiente a la Edad del Bronce, aunque se observan en superficie restos de otros enterramientos.
El sepulcro denominado como número 1 presenta cinco losas de cubierta a partir de la entrada del corredor, faltando las restantes hasta la cabecera. Todas éstas se encuentran desplazadas e inclinadas hacia el lateral izquierdo de la tumba, razón por la que en dicho lateral no se aprecian los ortostatos que lo componen, mientras que en el lado derecho sólo se observa el primer ortostato de entrada. Con el objeto de servir de contrafuerte de sustentación, se conserva en la zona exterior de la cabecera un relleno de piedras.
La tumba número 2 se sitúa al noroeste del primer sepulcro. Superficialmente se observa in situ un par de ortostatos dispuestos de forma paralela, con un metro de separación entre ellos, mientras que hay restos de lajas esparcidas sobre el terreno. No se puede descartar la posibilidad de que se trate de una cista.
El sepulcro tercero presenta la misma orientación que el primero, N-40°-E. El enclave en el que se ubica ha sido tradicionalmente utilizado como lugar de amontonamiento de piedras del terreno circundante, lo cual impide una apreciación detallada de los elementos constructivos de la tumba en superficie. Aun así se observa la presencia de una laja de cubierta de similares dimensiones al primer sepulcro.
El último enterramiento, número 4, también se emplaza en una zona de majanos de piedra, pero a pesar de ello se advierten parte de sus elementos. Su orientación es N-315°-E, observando una longitud máxima de 9,5 metros y 3,9 de anchura máxima. En el lateral derecho aparecen alineados seis ortostatos de dimensiones aproximadas en torno a un metro de longitud y 0,20 metros de grosor, mientras que en el lateral izquierdo no se aprecian claramente los ortostatos que lo componen a causa del amontonamiento de piedras antes citado. Por otro lado, en el sector próximo a la cabecera se conservan dos losas de la cubierta de grandes dimensiones.
En líneas generales esta necrópolis se adscribe al mundo megalítico que se desarrolla en concreto en la comarca de Ronda desde el período calcolítico antiguo hasta la Edad del Bronce. La relación con otras necrópolis de la zona es patente, encontrándose inmersas en el mismo fenómeno e influencias provenientes del oeste. También se puede poner en relación con hallazgos localizados en el casco histórico de Ronda, que permitirán relacionar áreas de asentamientos con espacios funerarios.